# Larissa Manoela
Larissa Manoela Elias Frambach (nascida Larissa Manoela Taques Elias Santos; Guarapuava, 28 de dezembro de 2000) é uma atriz, dubladora e cantora brasileira. Ficou conhecida por seus grandes trabalhos como atriz, marcando uma geração e se tornando uma verdadeira febre entre os jovens. Com uma carreira versátil, já atuou em diversas áreas do entretenimento, desde protagonizar musicais nos palcos até se destacar em novelas e séries de televisão. No cinema, estrelou filmes de sucesso, consolidando-se como uma das principais atrizes de sua geração e expandindo sua presença no cenário artístico brasileiro.
Entre seus personagens, obteve grande destaque ao interpretar Maria Joaquina em Carrossel, as gêmeas Isabela e Manuela em Cúmplices de um Resgate e Mirela em As Aventuras de Poliana no SBT. Em 2022, fez sua estreia na TV Globo na novela Além da Ilusão, onde interpretou Elisa e Isadora, irmãs em fases diferentes da produção.

## Biografia
Larissa Manoela Taques Elias dos Santos nasceu em Guarapuava, Paraná, em 28 de dezembro de 2000. É filha única de Silvana de Jesus Taques Elias dos Santos, uma pedagoga descendente de italianos do Vêneto, com Gilberto Elias dos Santos, um consultor imobiliário e agenciador com raízes na cidade lusa do Porto. Ela iniciou sua carreira aos quatro anos quando um contratado da agência de modelos Projeto Passarela em um supermercado, observou seu talento e decidiu fazer um book de fotos e a encaminhou ao mercado. A fim de buscar um mercado maior, a família mudou-se para São Paulo, após fazer ponte aérea por Paraná - Rio de Janeiro - São Paulo durante dois anos a trabalho.

## Carreira

### 2006–2011: Início da carreira eO Palhaço
Sua carreira na televisão iniciou aos seis anos, na série do canal GNT, Mothern em que ela interpretava ela mesma. Meses após, ela foi selecionada para estrelar a peça teatral A Noviça Rebelde como Gretl que estreou em 2006. Em 2010, ela interpretou a protagonista da série Dalva e Herivelto: uma Canção de Amor na juventude e Lequinha em Na Fama e Na Lama. No teatro musical Gypsy interpretou Baby June. No mesmo ano, dublou a personagem Narizinho na série infantil Sítio do Picapau Amarelo. Em 2011, atuou em seu primeiro filme, Essa Maldita Vontade de Ser Pássaro, dirigido por Paula Fabiana e Adrian Steinway, e também no filme O Palhaço, com o papel de Guilhermina, dirigido e protagonizado por Selton Mello, que estava concorrendo na categoria de melhor filme estrangeiro no Oscar 2013. Ainda em 2011, no teatro, interpretou uma criança em As Bruxas de Eastwick.

### 2012–2017: Reconhecimento na mídia

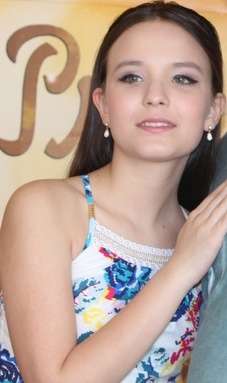
Larissa Manoela em 2015

Em 2012, no SBT, interpretou Viviane em Corações Feridos e Maria Joaquina em Carrossel, papel que a tornou nacionalmente conhecida. Com a entrada em Carrossel, Larissa emprestou sua voz para algumas músicas da novela. Em julho do mesmo ano, Larissa participou, com Guilherme Seta, do videoclipe da música "Falta Coragem" da banda Condução do Sistema. Seu contrato foi renovado com o SBT em novembro de 2012; com isso ela foi selecionada para participar do remake de Chiquititas, porém a direção de teledramaturgia da emissora decidiu em dar um descanso para a atriz devido a outros projetos e foi substituída por Lívia Inhudes.
Em 2013, participou de Carrossel TV como a repórter Maria Joaquina, uma forma de divulgação da telenovela sucessora, Chiquititas. Ainda em 2013, foi convidada a participar da série Patrulha Salvadora, interpretando Maria Joaquina, personagem que a tornou conhecida Logo depois participou de shows de final de ano da emissora com o elenco. Em 14 de outubro de 2013, revelou que estaria em fase de produção seu primeiro álbum de estúdio em parceria com o produtor musical Arnaldo Saccomani. Manoela lançou seu álbum intitulado Com Você no dia 12 de agosto de 2014 pela gravadora Deckdisc. O primeiro single oficial foi "Fugir Agora", e o clipe foi lançado dia 2 de setembro. Algumas músicas da própria foram incluídas na novela Cumplices de um Resgate. Larissa fez sua primeira turnê, "Larissa Manoela com Você", em 2014, que passou por todo o Brasil.
Em 2014, foi confirmada como intérprete de Manuela e Isabela, as gêmeas protagonistas do remake de Cúmplices de um Resgate, que estreou no ano seguinte e tendo o desfecho em dezembro de 2016. Durante a novela, em 17 de dezembro de 2015, a direção artística do SBT assinou na sede da emissora, a renovação do contrato da atriz e cantora, por mais dois anos. Em 2016, em sua festa de aniversário, foi lançado o clipe e a música "Hoje é Meu Dia". O clipe e a música saiu oficialmente no YouTube no dia 03 de fevereiro. O clipe contém mais de 42 milhões de visualizações. No mesmo ano, lançou seu primeiro livro, intitulado O Diário de Larissa Manoela. O lançamento ocorreu no dia 26 de junho na livraria Saraiva num shopping da Zona Sul de São Paulo. No final de 2016, ela foi a primeira artista a fazer um show solo na Disney com sua nova turnê, nomeada de "Larissa Manoela Outra Vez", que teria músicas da novela Carrossel e algumas canções inéditas. Em 2017 lançou seu segundo livro intitulado O Mundo de Larissa Manoela. No dia 4 de junho de 2017, Larissa Manoela gravou seu primeiro DVD, cujo repertório incluí músicas do CD e músicas da novela Cúmplices de um Resgate.
Em 2017, Larissa Manoela foi confirmada no elenco da novela remake As Aventuras de Poliana, do SBT, interpretando Mirela.

### 2018–2021: Netflix e TV Globo

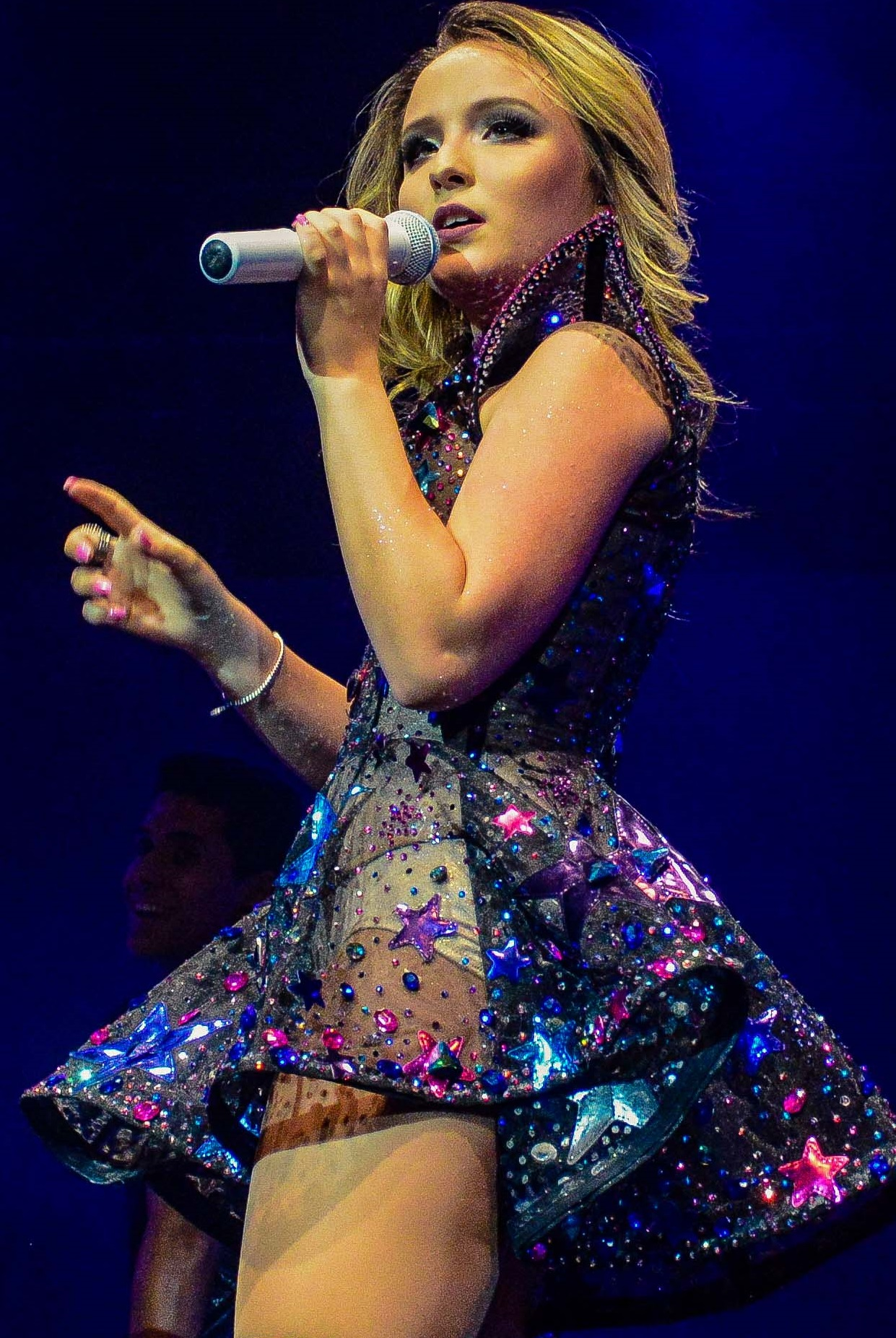
Larissa Manoela no Espaço das Américas em 2017

Em novembro de 2018, Larissa Manoela assinou contrato de três anos com a Netflix. Em janeiro de 2020, Modo Avião, seu primeiro filme na plataforma foi lançado, nele Larissa interpreta Ana, uma influencer viciada em celular. Um mês após a estréia, Modo Avião se tornou o filme mais assistido da historia da plataforma em uma língua que não o inglês.
Em 2019, a atriz anunciou sua saída do SBT, onde trabalhou por 7 anos. Em janeiro de 2020, assinou com a TV Globo, o que foi anunciado no mês seguinte. A expectativa seria que a atriz estreasse na nova temporada de Malhação, intitulada "Transformação", porém, pela existência de outros projetos paralelos, foi remanejada para o papel de protagonista da novela das seis Além da Ilusão. A Globo mantém seus artistas sob um rígido contrato de exclusividade, impedindo-os de trabalhar paralelamente em outras plataformas além do Globoplay, Larissa foi a primeira a conseguir romper a cláusula, mantendo contratos com a emissora e com a Netflix simultaneamente.
Em 2021, Larissa lançou mais dois projetos em parceria com a plataforma, Diários de Intercâmbio e Lulli ambos ganharam bastante repercussão na plataforma, alcançando uma colocação entre os mais vistos em diversos países.

### 2022–presente:Além da Ilusão,Retorno ao CinemaeÊta Mundo Melhor!
Em 7 de fevereiro de 2022, Larissa Manoela estreou oficialmente na TV Globo como protagonista da novela das seis Além da Ilusão de Alessandra Poggi. A novela conseguiu elevar os baixos índices de audiência de sua antecessora (Nos Tempos do Imperador) e teve seu texto foi bem avaliado por críticos pela leveza e foi comparada com as histórias da Disney em relação ao romance central. Após uma estreia de sucesso, era um dos principais nomes cotados para integrar a trama Terra e Paixão de Walcyr Carrasco, por conta de seus projetos com a Netflix e cinema, a atriz acabou ficando de fora do elenco.
Em 2023, Larissa Manoela foi escalada para viver a protagonista da comédia romântica Tá Escrito, filme do cineasta Matheus Souza, em parceria com a Globo Filmes. As gravações começaram no fim de fevereiro e terminaram em março. Em julho de 2023, após não renovar seu contrato com a TV Globo, Larissa abriu mão do papel de protagonista na série Vermelho Sangue, onde interpretaria Flora, uma jovem vampira, em uma produção de Cláudia Sardinha e Rosane Svartman. Ela então alterou seu contrato com a Globo, passando de fixo para por obra, o que lhe deu liberdade para focar no cinema e aceitar propostas de outros serviços de streaming.  Em seguida, iniciou as gravações da comédia teen Traição Entre Amigas, ao lado de Giovanna Rispoli, baseada no livro de Thalita Rebouças. Além disso, foi escalada para viver a jovem artista Filipa Vieira, na terceira e última temporada de De Volta aos 15, que estreou em 2024. Durante todo o ano de 2024, Larissa se dedicou ao retorno aos palcos de teatro com a famosa peça A Noviça Rebelde, onde mais uma vez deu vida a sensível e bondosa Liesl von Trapp.
Em 2025, Larissa Manoela anunciou que retornaria às novelas. Ela chegou a ser convidada pela autora Alessandra Poggi para interpretar a vilã Bia na novela Garota do Momento, mas recusou o convite, que foi então oferecido a Maisa. Posteriormente, Walcyr Carrasco convidou Larissa para viver um dos novos personagens de Êta Mundo Melhor! e ela aceitou o trabalho para interpretar uma das protagonistas, a enfermeira Estela, que esconde segredos do passado e enfrenta um drama com a irmã doente.

## Vida pessoal

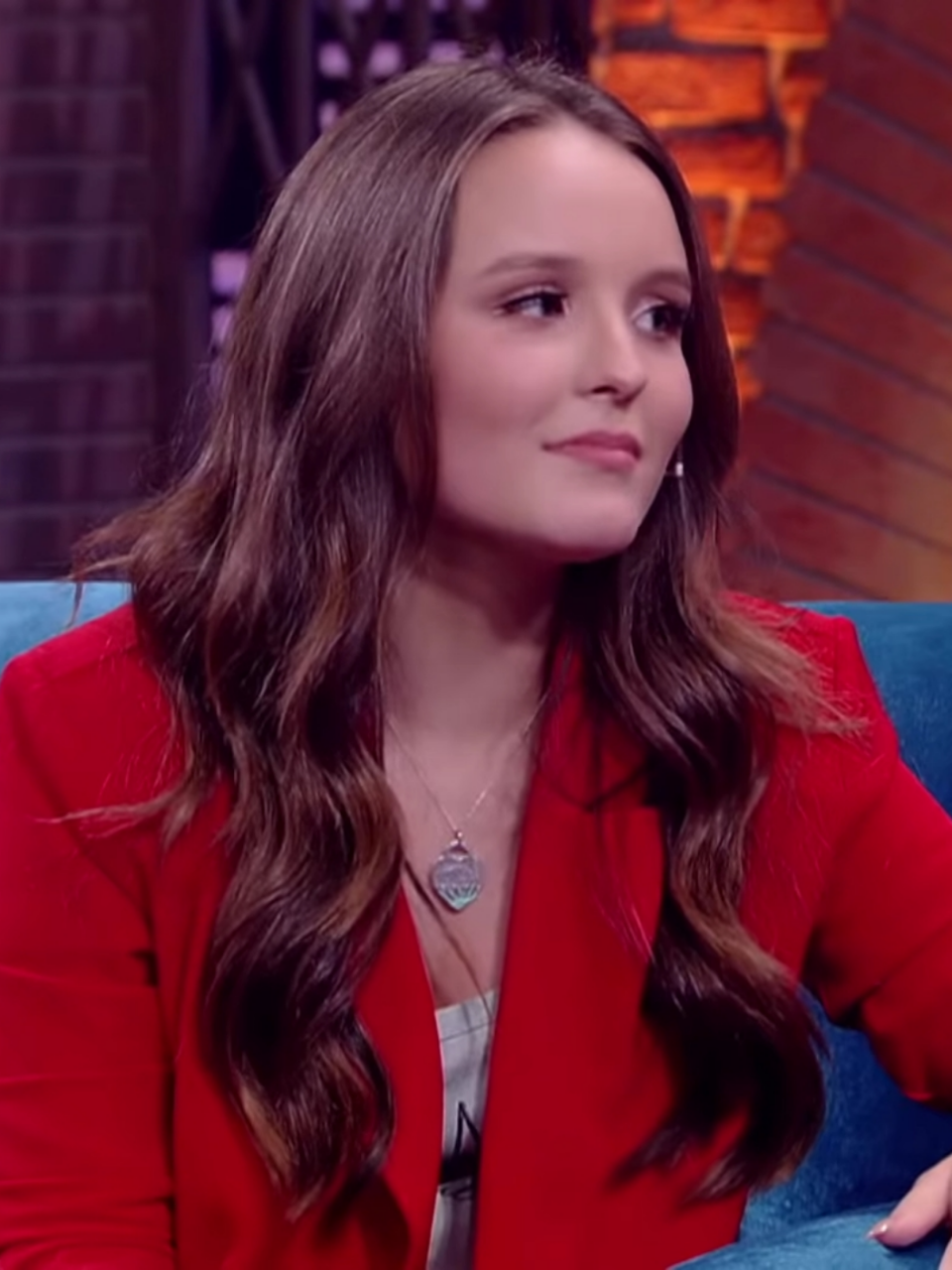
Larissa no programa Lady Night, em 2019

Larissa Manoela afirma ser católica. "Sempre que posso vou à missa", afirmou a atriz.
Em janeiro de 2016, a revista Veja divulgou que Larissa, entre ganhos com atuação, música, propaganda para marcas e produtos licenciados, tinha faturamento anual de cerca de 4 milhões de reais. Em 2020, Larissa Manoela tinha cerca de 85 produtos licenciados, incluindo roupas, calçados, acessórios, produtos de beleza, produtos infantis, material escolar, e itens de decoração.
Em 2017, a atriz e cantora comprou uma mansão em Orlando, que alugaria para os fãs passarem as férias por cerca de 3 mil reais por dia. A casa é toda temática, cada quarto equivale a um projeto que teve ao longo de sua carreira.
Em 2021, revelou que no ano anterior descobriu que sofria de síndrome dos ovários policísticos e endometriose; a atriz revelou que sentia muitas cólicas e que a atrapalha em seu dia-a-dia.
Há 1 ano e sete meses, fui diagnosticada com endometriose, que é uma doença autoimune, inflamatória e que acomete uma, a cada dez mulheres. Sempre fiz acompanhamento médico, sempre fui muito atenta com a minha saúde. Até então, a minha ginecologista pediu para eu fazer uma bateria de exames e fiz esse exame, até porque o meu histórico, desde quando eu menstruei, tinha um fluxo muito alto e sempre tive muita cólica. Após seis meses desde a minha última consulta, e um ultrassom detalhado, veio também o diagnóstico de ovário policístico— Larissa Manoela, em um vídeo publicado em seu Instagram 

### Relacionamentos
Entre seus relacionamentos anteriores, destacam-se os namoros com os atores João Guilherme, Thomaz Costa e Leo Cidade. Em julho de 2022, assumiu o namoro com o ator André Luiz Frambach, com quem já tinha se relacionado entre julho e outubro de 2021. Em dezembro de 2022, eles ficaram noivos, e no ano seguinte, se casaram.

### Rompimento com os pais
Em 13 de agosto de 2023, Larissa Manoela concedeu uma entrevista exclusiva ao Fantástico explicando o abalo familiar ocorrido após o desligamento de seus pais na administração de sua carreira e diversas especulações midiáticas que surgiram a partir de então. Ela alegou, em especial, que não a deixavam controlar seu próprio dinheiro e que dispunha de um lucro menor de suas empresas comparado ao dos pais. Pelo acordo não ter sido concretizado e por priorizar sua saúde mental, a atriz revelou que abdicou de seu patrimônio, avaliado por ela em 18 milhões de reais, para seus genitores, que faziam questão de que, caso o desligamento ocorresse, a filha teria que lhes conceder 6% de seu lucro pelos próximos dez anos. A entrevista gerou imensa repercussão nacional. Larissa Manoela ficou em primeiro lugar dos assuntos mais comentados no X, na qual usuários fizeram uma campanha para a criação de uma lei com o nome de Larissa, que protegesse os direitos de artistas mirins na administração de seu dinheiro. No Instagram, a artista alcançou a marca de 50 milhões de seguidores após a entrevista. O programa de televisão Fantástico marcou 20,3 pontos de média, maior número alcançado desde a cobertura do Ataques de 8 de janeiro em Brasília, em 2023.

## Filmografia

### Televisão
| Ano  | Título                                | Função/Papel                | Nota                           |
| ---- | ------------------------------------- | --------------------------- | ------------------------------ |
| 2006 | Mothern                               | Larissa                     |                                |
| 2010 | Dalva e Herivelto: uma Canção de Amor | Dalva de Oliveira (Criança) | Episódio: "4 de janeiro"       |
| 2010 | Na Fama e Na Lama                     | Lequinha                    | Episódio: "16 de outubro"      |
| 2012 | Corações Feridos                      | Viviane Roma (Vivi)         |                                |
| 2012 | Carrossel                             | Maria Joaquina Medsen       |                                |
| 2014 | Patrulha Salvadora                    | Maria Joaquina Medsen       |                                |
| 2015 | Cúmplices de um Resgate               | Manuela Agnes               |                                |
| 2015 | Cúmplices de um Resgate               | Isabela Junqueira           |                                |
| 2018 | As Aventuras de Poliana               | Mirela Delfino              |                                |
| 2020 | Dra. Darci                            | Poliana                     | Episódio: "A Bomba"            |
| 2022 | Além da Ilusão                        | Elisa Camargo Tapajós       | Episódios: "7–14 de fevereiro" |
| 2022 | Além da Ilusão                        | Isadora Camargo Tapajós     |                                |
| 2024 | De Volta aos 15                       | Filipa Vieira               |                                |
| 2025 | Êta Mundo Melhor!                     | Estela                      |                                |

### Cinema
| Ano  | Título                                  | Personagem                       | Ref.    |
| ---- | --------------------------------------- | -------------------------------- | ------- |
| 2011 | O Palhaço                               | Guilhermina                      | [ 121 ] |
| 2012 | Essa Maldita Vontade de Ser Pássaro     | Pedrita                          | [ 122 ] |
| 2015 | Carrossel: O Filme                      | Maria Joaquina Medsen            | [ 123 ] |
| 2016 | Carrossel 2: O Sumiço de Maria Joaquina | Maria Joaquina Medsen            | [ 124 ] |
| 2017 | Meus 15 Anos - O Filme                  | Beatriz de Souza (Bia)           | [ 125 ] |
| 2017 | Fala Sério, Mãe!                        | Maria de Lourdes Siqueira (Malu) | [ 126 ] |
| 2020 | Modo Avião                              | Ana Monteiro                     | [ 127 ] |
| 2021 | Diários de Intercâmbio                  | Bárbara da Silva Neves           | [ 128 ] |
| 2021 | Lulli                                   | Lulli Flores                     | [ 129 ] |
| 2023 | Tá Escrito                              | Alice Bueno                      | [ 130 ] |
| 2025 | Traição Entre Amigas                    | Penélope                         | [ 131 ] |

### Dublagem / Voz original
| Ano  | Título                               | Papel          | Nota  |
| ---- | ------------------------------------ | -------------- | ----- |
| 2012 | Sítio do Picapau Amarelo             | Narizinho      | Série |
| 2015 | O Pequeno Príncipe                   | A Menina       | Filme |
| 2015 | O Reino Gelado 2                     | Gerda          | Filme |
| 2016 | O Reino Gelado: Fogo e Gelo          | Gerda          | Filme |
| 2016 | Carrossel em Desenho Animado         | Maria Joaquina | Série |
| 2018 | O Reino Gelado: A Terra dos Espelhos | Gerda          | Filme |
| 2019 | Encantado                            | Lenore         | Filme |
| 2023 | Nina e os Guardiões                  | Nina           | Série |
| 2023 | Trolls 3 - Juntos Novamente          | Viva           | Filme |

## Literatura
| Ano  | Título do Livro                                                                 | Editora       |
| ---- | ------------------------------------------------------------------------------- | ------------- |
| 2016 | O Diário de Larissa Manoela: A vida, a história e os segredos da jovem estrela. | HarperCollins |
| 2017 | O Mundo de Larissa Manoela                                                      | HarperCollins |
| 2018 | Perguntas e Respostas #LariManoela                                              | HarperCollins |

## Teatro
| Ano  | Título                | Papel     | Teatro           | Cidade         | Produção          | Ref.    |
| ---- | --------------------- | --------- | ---------------- | -------------- | ----------------- | ------- |
| 2009 | A Noviça Rebelde      | Gretl     | Teatro Alfa      | São Paulo      | Möeller & Botelho |         |
| 2010 | Gypsy                 | Baby June | Teatro Alfa      | São Paulo      | Möeller & Botelho |         |
| 2011 | As Bruxas de Eastwick | Garotinha | Teatro Bradesco  | São Paulo      | Möeller & Botelho | [ 138 ] |
| 2018 | A Noviça Rebelde      | Liesl     | Teatro Renault   | São Paulo      | Möeller & Botelho |         |
| 2018 | A Noviça Rebelde      | Liesl     | Cidade das Artes | Rio de Janeiro | Möeller & Botelho |         |
| 2024 | A Noviça Rebelde      | Liesl     | Teatro Riachuelo | Rio de Janeiro | Möeller & Botelho |         |
| 2024 | A Noviça Rebelde      | Liesl     | Vibra São Paulo  | São Paulo      | Möeller & Botelho |         |

## Discografia
- Com Você (2014)
- Além do Tempo (2019)
- Larissa Manoela a Milhão (2022)

## Turnês
- Com Você Tour (2014)
- Up! Tour (2017-2018)[139]
- Além do Tempo Tour (2019)[140]

## Prêmios e indicações
| Ano  | Prêmio                        | Categoria                                  | Indicado                      | Resultado |
| ---- | ----------------------------- | ------------------------------------------ | ----------------------------- | --------- |
| 2012 | Prêmio Extra de Televisão     | Revelação Infantil                         | Carrossel                     | Indicado  |
| 2013 | Prêmio Contigo! de TV         | Melhor Atriz Infantil                      | Carrossel                     | Indicado  |
| 2013 | Troféu Imprensa               | Revelação do Ano                           | Carrossel                     | Indicado  |
| 2013 | Troféu Internet               | Revelação do Ano                           | Carrossel                     | Venceu    |
| 2013 | Meus Prêmios Nick             | Revelação Musical                          | Larissa Manoela               | Indicado  |
| 2014 | Troféu Internet               | Melhor Atriz de Novela                     | Carrossel                     | Indicado  |
| 2014 | Prêmio Quem de Televisão      | Revelação da TV                            | Carrossel                     | Indicado  |
| 2014 | Prêmio Contigo! de TV         | Melhor Atriz Infantil                      | Patrulha Salvadora            | Indicado  |
| 2015 | Top of Business               | Homenagem                                  | Larissa Manoela               | Venceu    |
| 2015 | Prêmio Extra de Televisão     | Melhor Ator/Atriz Mirim                    | Cúmplices de um Resgate       | Indicado  |
| 2015 | Prêmio Jovem Brasileiro       | Melhor Atriz                               | Cúmplices de um Resgate       | Venceu    |
| 2016 | Troféu Imprensa               | Melhor Atriz                               | Cúmplices de um Resgate       | Indicado  |
| 2016 | Troféu Internet               | Melhor Atriz                               | Cúmplices de um Resgate       | Indicado  |
| 2016 | Prêmio Febre Teen             | Atriz Nacional                             | Cúmplices de um Resgate       | Venceu    |
| 2016 | Prêmio Jovem Brasileiro       | Melhor Atriz                               | Cúmplices de um Resgate       | Venceu    |
| 2016 | Prêmio Jovem Brasileiro       | Jovem do Ano                               | Cúmplices de um Resgate       | Indicado  |
| 2016 | Capricho Awards               | Atriz Nacional                             | Cúmplices de um Resgate       | Venceu    |
| 2016 | Capricho Awards               | Shipper Fictício (Teobela)                 | Cúmplices de um Resgate       | Venceu    |
| 2016 | Capricho Awards               | Casal Real (com João Guilherme)            | Cúmplices de um Resgate       | Venceu    |
| 2016 | Prêmio Extra de Televisão     | Melhor Ator/Atriz Mirim                    | Cúmplices de um Resgate       | Indicado  |
| 2016 | Prêmio Quem de Televisão      | Revelação                                  | Cúmplices de um Resgate       | Indicado  |
| 2017 | Prêmio Jovem Brasileiro       | Melhor Atriz                               | Larissa Manoela               | Venceu    |
| 2017 | Prêmio Jovem Brasileiro       | Melhor Cantora                             | Larissa Manoela               | Indicado  |
| 2017 | Prêmio Jovem Brasileiro       | Jovem do Ano                               | Larissa Manoela               | Indicado  |
| 2017 | Meus Prêmios Nick             | Cantora ou Dupla Favorita                  | Larissa Manoela               | Indicado  |
| 2017 | Meus Prêmios Nick             | Artista de TV Favorito                     | Larissa Manoela               | Venceu    |
| 2017 | Meus Prêmios Nick             | Muser Favorito                             | Larissa Manoela               | Indicado  |
| 2017 | Meus Prêmios Nick             | Gata Trendy                                | Larissa Manoela               | Venceu    |
| 2017 | Troféu Internet               | Melhor Atriz                               | Larissa Manoela               | Indicado  |
| 2017 | Troféu Imprensa               | Melhor Atriz                               | Larissa Manoela               | Indicado  |
| 2017 | Kids' Choice Awards           | Personalidade Brasileira Favorita          | Larissa Manoela               | Indicado  |
| 2018 | Prêmio Contigoǃ Online        | Melhor Atriz Coadjuvante                   | As Aventuras de Poliana       | Venceu    |
| 2018 | Prêmio Área Vip               | Melhor Talento Teen ou Mirim               | As Aventuras de Poliana       | Indicado  |
| 2018 | Prêmio Jovem Brasileiro       | Melhor Atriz                               | As Aventuras de Poliana       | Venceu    |
| 2018 | Prêmio Jovem Brasileiro       | Melhor Fandom                              | Larináticos                   | Indicado  |
| 2018 | Prêmio Jovem Brasileiro       | Melhor Cantora                             | Larissa Manoela               | Indicado  |
| 2018 | Prêmio Jovem Brasileiro       | Melhor Instagram                           | Larissa Manoela               | Indicado  |
| 2018 | Prêmio Jovem Brasileiro       | Muser                                      | Larissa Manoela               | Indicado  |
| 2018 | Prêmio Jovem Brasileiro       | Jovem do Ano                               | Larissa Manoela               | Indicado  |
| 2018 | Meus Prêmios Nick             | Artista de TV Favorito                     | Larissa Manoela               | Indicado  |
| 2018 | Meus Prêmios Nick             | Instagram Brasileiro Favorito              | Larissa Manoela               | Venceu    |
| 2019 | MTV Millennial Awards Brasil  | Top das Lives                              | Larissa Manoela               | Venceu    |
| 2019 | Troféu Internet               | Melhor Atriz                               | As Aventuras de Poliana       | Indicado  |
| 2019 | Prêmio Contigo! Online        | Melhor Atriz Coadjuvante                   | As Aventuras de Poliana       | Indicado  |
| 2019 | Prêmio Jovem Brasileiro       | Melhor Atriz                               | As Aventuras de Poliana       | Indicado  |
| 2019 | Prêmio Jovem Brasileiro       | Eu Shippo                                  | Larissa e Leo Cidade          | Indicado  |
| 2019 | Prêmio Jovem Brasileiro       | Melhor Fandom                              | Larináticos                   | Venceu    |
| 2019 | Prêmio Jovem Brasileiro       | Melhor Instagram                           | Larissa Manoela               | Venceu    |
| 2019 | Prêmio Jovem Brasileiro       | Jovem do Ano                               | Larissa Manoela               | Venceu    |
| 2019 | Prêmio Jovem Brasileiro       | Melhor Cantora                             | Larissa Manoela               | Indicado  |
| 2019 | Prêmio Jovem Brasileiro       | Hit do Ano                                 | "Desencosta"                  | Indicado  |
| 2019 | BreakTudo Awards              | Melhor Fandom                              | Larináticos                   | Indicado  |
| 2019 | Meus Prêmios Nick             | Melhor Apresentador                        | Larissa Manoela               | Venceu    |
| 2019 | Meus Prêmios Nick             | Instagram do Ano                           | Larissa Manoela               | Indicado  |
| 2019 | Meus Prêmios Nick             | Slime Épico                                | Larissa Manoela               | Indicado  |
| 2020 | Prêmio Contigo! Online        | Tiktoker                                   | Larissa Manoela               | Indicado  |
| 2020 | BreakTudoAwards               | Atriz Brasileira                           | Modo Avião                    | Indicado  |
| 2020 | Meus Prêmios Nick             | Artista de TV Feminina                     | As Aventuras de Poliana       | Indicado  |
| 2020 | Meus Prêmios Nick             | Instagram do Ano                           | Larissa Manoela               | Indicado  |
| 2020 | Meus Prêmios Nick             | Inspiração do Ano                          | Larissa Manoela               | Indicado  |
| 2020 | Meus Prêmios Nick             | Melhor Live                                | Larissa Manoela               | Indicado  |
| 2020 | Prêmio Jovem Brasileiro       | Melhor Atriz                               | As Aventuras de Poliana       | Venceu    |
| 2020 | Prêmio Jovem Brasileiro       | Melhor Instagram de todos os tempo         | Larissa Manoela               | Indicado  |
| 2020 | Prêmio Jovem Brasileiro       | Melhor Cantora                             | Larissa Manoela               | Indicado  |
| 2020 | Prêmio Jovem Brasileiro       | Melhor Fandom do Brasil                    | Larináticos                   | Indicado  |
| 2020 | Kids' Choice Awards           | Fandom Brasileiro                          | Larináticos                   | Indicado  |
| 2020 | Troféu Internet               | Melhor Atriz                               | As Aventuras de Poliana       | Indicado  |
| 2021 | Prêmio iBest                  | Tiktoker do Ano (voto popular)             | Larissa Manoela               | Indicado  |
| 2021 | Prêmio iBest                  | Influenciador do Ano Paraná (voto popular) | Larissa Manoela               | Venceu    |
| 2021 | Prêmio iBest                  | Personalidade de Música (voto popular)     | Larissa Manoela               | Indicado  |
| 2021 | Séries em Cena Awards         | Influencer do Ano                          | Larissa Manoela               | Indicado  |
| 2021 | Prêmio Jovem Brasileiro       | Melhor Atriz                               | Larissa Manoela               | Indicado  |
| 2021 | Prêmio Jovem Brasileiro       | Rainha do Insta                            | Larissa Manoela               | Indicado  |
| 2021 | Prêmio Jovem Brasileiro       | Meu Crush                                  | Larissa Manoela               | Indicado  |
| 2021 | Prêmio Jovem Brasileiro       | No Style                                   | Larissa Manoela               | Indicado  |
| 2021 | Prêmio Glow                   | Melhor Influencer do Ano                   | Larissa Manoela               | Indicado  |
| 2021 | MTV Millennial Awards         | Ícone Miaw                                 | Larissa Manoela               | Indicado  |
| 2021 | MTV Millennial Awards         | Pet Influencer                             | Valdemar                      | Indicado  |
| 2021 | Splash Awards                 | Melhor Atuação                             | Diários de Intercâmbio        | Indicado  |
| 2021 | TikTok Awards                 | Chegou brilhando                           | Perfil da atriz no TikTok     | Indicado  |
| 2021 | BreakTudoAwards               | Instagrammer Nacional                      | Larissa Manoela               | Indicado  |
| 2022 | Retrô Gshow                   | Casal do Ano                               | Larissa e André Luiz Frambach | Indicado  |
| 2022 | Retrô Gshow                   | Cena de Novela que Vale o Replay           | Além da Ilusão                | Indicado  |
| 2022 | SEC Awards                    | Melhor Atriz Nacional em Filme             | Lulli                         | Indicado  |
| 2022 | SEC Awards                    | Destaque em TV                             | Além da Ilusão                | Indicado  |
| 2022 | Prêmio Jovem Brasileiro       | Melhor Atriz                               | Além da Ilusão                | Venceu    |
| 2022 | Prêmio Jovem Brasileiro       | Rainha do Insta                            | Larissa Manoela               | Indicado  |
| 2022 | Prêmio Jovem Brasileiro       | Eu Shippo                                  | Larissa e André Luiz Frambach | Indicado  |
| 2022 | Prêmio iBest                  | Tiktoker do Ano (voto popular)             | Larissa Manoela               | Indicado  |
| 2022 | Prêmio iBest                  | Influenciador Paraná (voto popular)        | Larissa Manoela               | Indicado  |
| 2022 | Prêmio iBest                  | Personalidade do Ano (voto popular)        | Larissa Manoela               | Indicado  |
| 2022 | Prêmio iBest                  | Instagrammer do Ano (voto popular)         | Larissa Manoela               | Indicado  |
| 2022 | Prêmio iBest                  | Fandom de Música (voto popular)            | Larináticos                   | Indicado  |
| 2022 | Prêmio iBest                  | Fandom Brasil (voto popular)               | Larináticos                   | Indicado  |
| 2022 | BreakTudo Awards              | Melhor Atriz Nacional                      | Além da Ilusão                | Indicado  |
| 2022 | Prêmio Contigo!               | Atriz de Novela                            | Além da Ilusão                | Indicado  |
| 2022 | Prêmio Área VIP               | Melhor Atriz                               | Além da Ilusão                | Venceu    |
| 2022 | Capricho Awards               | Artista Nacional do Ano (Cinema e TV)      | Além da Ilusão                | Indicado  |
| 2022 | Capricho Awards               | Casal do Ano                               | Larissa e André Luiz Frambach | Venceu    |
| 2022 | MTV Millennial Awards         | Pet Influencer                             | Guilhermina                   | Indicado  |
| 2023 | Prêmio iBest                  | Influenciador Protagonista                 | Além da Ilusão                | Indicado  |
| 2023 | Prêmio iBest                  | Tiktoker do Ano                            | Larissa Manoela               | Indicado  |
| 2023 | Prêmio iBest                  | Influenciador Paraná                       | Larissa Manoela               | Venceu    |
| 2023 | Prêmio Jovem Brasileiro       | Melhor Atriz                               | Larissa Manoela               | Venceu    |
| 2023 | Prêmio Jovem Brasileiro       | Jovem mais estiloso do Brasil              | Larissa Manoela               | Indicado  |
| 2023 | Prêmio Jovem Brasileiro       | Melhor fandom do Brasil                    | Larináticos                   | Indicado  |
| 2024 | Festival Sesc Melhores Filmes | Melhor Atriz Nacional                      | Tá Escrito                    | Indicado  |